# ريبيكا جان ماكدونالد
ريبيكا جان ماكدونالد (بالإنجليزية: Rebecca Jean MacDonald)‏ هي لاعبة كرلنغ كندية، ولدت في 25 مارس 1974 في تشارلوت تاون في كندا.

## وصلات خارجية
- ريبيكا جان ماكدونالد على موقع الاتحاد الدولي للكرلنغ (الإنجليزية)